# Arcane (australische Band)
Arcane war eine australische Progressive-Metal-Band aus Brisbane, die 2004 gegründet wurde und sich 2015 auflöste.

## Geschichte
Die Band wurde im Jahr 2004 gegründet und bestand aus dem Sänger Jim Grey, dem Keyboarder Matthew Martin, dem Gitarristen Michael Gagen, dem Bassisten Mick Millard und dem Schlagzeuger Stephen Walsh. Ihren Namen bezog die Band aus dem Buch Das Leben, das Universum und der ganze Rest von Douglas Adams. In dieser Besetzung folgten die ersten lokalen Auftritte, ehe Shirley Jackson als neue Bassistin zur Gruppe kam, ehe sie 2006 durch Brendon Blanchard ersetzt wurde. 2007 erschien das Debütalbum …Ashes, das ursprünglich nur als EP mit dem titelgebenden 20 Minuten langen Lied geplant gewesen war. 2008 stellte die Band ihre Live-Aktivitäten ein, um an ihrem nächsten Album zu arbeiten. 2009 wurden weitere Konzerte abgehalten, bei denen Blake Coulson als neuer Schlagzeuger beteiligt war. Dabei spielte sie unter anderem in Australien als Vorband für Queensrÿche. Im selben Jahr wurde zudem das zweite Album Chronicles of the Waking Dream aufgenommen und veröffentlicht. 2009 spielte die Gruppe außerdem auf dem Progfest und in Melbourne auf dem Sonic Forge Festival und ging mit Ne Obliviscaris auf Tournee. 2015 schloss sich das Album Known/Learned an, das durch eine Crowdfunding-Kampagne finanziert wurde. Diese war im Juli 2013 gestartet worden, wobei das Ziel von 10.000 US-Dollar innerhalb von drei Tagen durch 136 Spender erreicht worden war. Mittlerweile ist Adrian Golebi als neuer Bassist in der Band. Im Dezember desselben Jahres wurde die Auflösung bekanntgegeben. In ihrer Karriere trat Arcane unter anderem mit Anathema, Soilwork, Dead Letter Circus, Sleepmakeswaves, Toehider, Five Star Prison Cell, The Eternal und Hazards of Swimming Naked auf.

## Stil
The Whistler von progarchives.com beschrieb die Musik als aggressiven Progressive Metal, der orchestrale Arrangements und poetische Erzählungen einbaue und der mit der Musik von Angra, Porcupine Tree und Opeth vergleichbar sei. Laut Brian Fischer-Griffin seiner Encyclopedia of Australian Heavy Metal spielt die Band avantgardistischen, sehr melodischen, komplexen und experimentellen Progressive Metal im Stil von Porcupine Tree und Pain of Salvation. Peter Kubaschk von Powermetal.de schrieb in seiner Rezension zu Known/Learned, dass die Band auf dem Vorgänger modern produzierte Musik spielt, die zwischen progressivem Metal und Rock spielt. Auf dem Folgealbum, das aus zwei CDs Known und Learned besteht, würden sich beide CDs stark voneinander unterscheiden. Die Musik sei mit der von Redemption und Dream Theater vergleichbar. Die Gruppe klinge dabei moderner und meist auch härter. Der Gesang habe die gleiche Präsenz und Prägnanz wie der von Ray Alder oder James LaBrie, ohne dass er jedoch diesen ähneln würde. Auf der zweiten CD gebe sich die Gruppe abwechslungsreicher und biete alles von „Gefrickel“ im Dream-Theater-Stil bis hin zu Flamencogitarren. Kubaschk bezeichnete die Musik hierauf als gut inszenierten Progressive Metal. Die zweite CD sei ruhiger und mache auch von Mellotron und Mandoline Gebrauch.

## Diskografie
- 2007: …Ashes (Album, OzProg)
- 2009: Chronicles of the Waking Dream (Album, Arcane Australia)
- 2015: Known/Learned (Album, Sensory Records)